# Xysticus xiningensis
Xysticus xiningensis är en spindelart som beskrevs av Hu 200. Xysticus xiningensis ingår i släktet Xysticus och familjen krabbspindlar. Inga underarter finns listade i Catalogue of Life.